# Вермишев, Александр Александрович

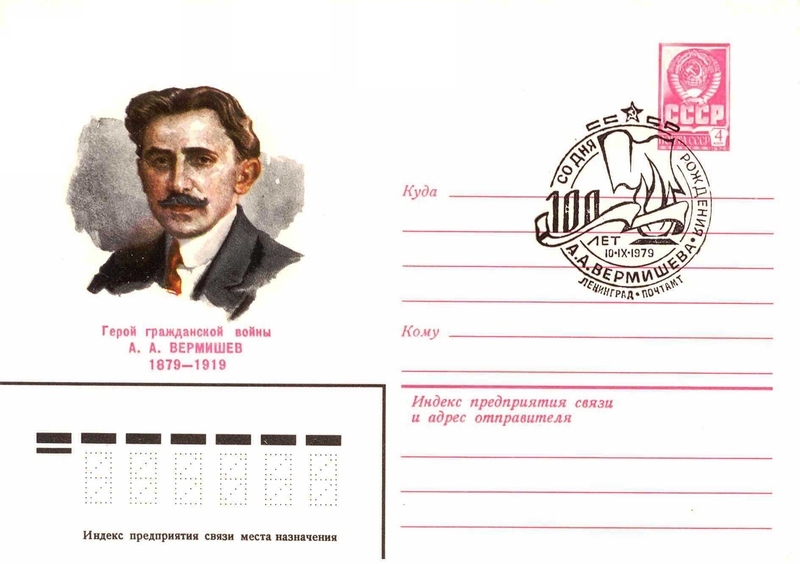
Почтовый конверт СССР, посвященный 100-летию со дня рождения А. Вермишева.

Алекса́ндр Алекса́ндрович Ве́рмишев (29 августа [10 сентября] 1879, Санкт-Петербург — 2 сентября 1919, Елец) — революционер, поэт и журналист. Псевдонимы — Александр Савицкий, С. A., Save (партийная кличка).

## Биография
Отец — Вермишев Александр Аввакумович, армянин, окончил Лесной институт в 1882 году с серебряной медалью. Был ревизором лесного ведомства в Западной Грузии. 
Мать — Савицкая Мария Александровна.
Сестра — Нина, брат — Левон. 
Член РСДРП с 1903 года. Участник революции 1905—1907 годов. Учился в Петербургском университете, но окончил экстерном в 1910 году юридический факультет Юрьевского университета. Партийную работу вёл в Петербурге, Царицыне, Баку, Саратове. Неоднократно подвергался репрессиям. Революционный поэт и журналист, сотрудничал в «Правде», журнале «Просвещение».
Участник штурма Зимнего дворца 25 октября (7 ноября) 1917 года, работал в Петроградском Совете. В 1919 — военный комиссар бригады. Воевал против войск генерала Юденича под Петроградом, был ранен.
В конце августа 1919 года Вермишев прибыл в Елец, где вступил в должность комиссара отдельного запасного батальона Южного фронта. 31 августа во время прорыва к городу конницы генерала Мамонтова раненым попал в плен и после жестоких пыток был казнён белогвардейцами.

## Литературная деятельность
В 1908 году Вермишев написал свою первую пьесу «За правдой», посвятив событиям 9 января 1905 года, призывавшую к революции. Пьеса была запрещена, а Вермишев привлечён к суду. В 1910—1915 годах написал ряд пьес («Гонцы», «Банкроты», «Лихацкая любовь» и др.). Выступал как театральный критик. В 1918 году написал пьесу «Праздник сатаны».
В 1919 году написал своё лучшее произведение — пьесу «Красная правда», показывающую процесс осознания беднейшим крестьянством своих классовых интересов. Пьеса ставилась во фронтовых студиях Пролеткульта, в 1-м революционном рабочем театре в Петрограде (под названием «Красные и белые»), в Красноармейском театре при Спасских казармах в Москве, в театрах Пензы, Саратова, Елисаветграда, Ростова, а также во фронтовых агиттеатрах, в первых самодеятельных кружках, сельских клубах.

## Семья
- Жена — Савицкая Валентина Петровна (приходилась ему же двоюродной сестрой по материнской линии)
  - Сын — Александр (1917—1987), участник Великой Отечественной войны, в 1950-е годы — директор Саратовского Академического театра оперы и балета, позже — заслуженный работник культуры Башкирии (Октябрьский Башкирской АССР).
    - Внук — Вермишев Алексей Александрович (27.04.1954 — 11.10.2018), художник (Санкт-Петербург)

## Увековечение памяти
- Улица Вермишева (Липецк)
- Улица Вермишева (Елец)
- Площадь Вермишева (Елец)
- Улица Вермишева (Миллерово)
- В Ельце также в 1970 году установлен памятник Вермишеву (скульптор Ю. Д. Гришко)
- Дом культуры имени А. А. Вермишева (п. Стрельна, Санкт-Петербург)
- В 1989 году на доме 69 по Большому пр. Петроградской стороны, где он жил в 1912—1919 годах, была установлена мемориальная доска.